# Торишореу
Торишореу (порт. Torixoréu)  —  муниципалитет в Бразилии, входит в штат Мату-Гросу. Составная часть мезорегиона Юго-восток штата Мату-Гроссу. Входит в экономико-статистический  микрорегион Тезору. Население составляет 4190 человек на 2006 год. Занимает площадь 2 397,925 км². Плотность населения - 1,7 чел./км².

## История
История муниципалитета берет своё начало в 1926 году, когда Виктор Теодоро Рибейро поселился на территории будущего образования и основал животноводческую ферму. Изначально деревня называлась Бализинья. Располагалось поселение на левом берегу реки Арагуая, напротив города Балиса, штат Гояс. Здесь же был учреждён налоговый пост для контроля торговли между штатами Мату-Гросу и Гояс. В 1933 году правительство присвоило Бализиньи статус официального поселения. При территориальном делении Мату-Гросу в 1936 году деревня Бализинья была переименована в Бализа-де-Мату-Гросу, став районом. Декретом № 208 от 26 октября 1938 года округ Балиса-де-Мату-Гросу перешёл под юрисдикцию муниципалитета Гиратинга. Долгие годы местность называлась Маяк Мату-Гросу. 10 декабря 1953 года, в соответствии с законом штата № 665, поселение обрело статус муниципалитета и получило новое название Торишореу, автором которого является конгрессмен Эронидес Араужу. Название этимологически восходит к языку территории Бороро, и символизирует дань уважения жителей этого места коренным народам, которые населяли большую часть восточного Мату-Гросу. 

## Статистика
- Валовой внутренний продукт на 2003 составляет 31.686.762,00 реалов (данные: Бразильский институт географии и статистики).
- Валовой внутренний продукт на душу населения на 2003 составляет 7.065,05 реалов (данные: Бразильский институт географии и статистики).
- Индекс развития человеческого потенциала на 2000 составляет 0,770 (данные: Программа развития ООН).